# Bukit Pagon
Il Bukit Pagon è una montagna del Brunei e rappresenta il punto più elevato del Paese con un'altitudine di 1850 metri s.l.m.. Esso si trova nel Distretto di Temburong, al confine con la Malaysia.